# Prizma Riga
Le Prizma Riga est un club de hockey sur glace de Riga en Lettonie. Il évolue dans l'Optibet hokeja līga, l'élite lettone.

## Historique
Le club est créé en 1996.

## Palmarès
- Champion de Lettonie : 2014.